# Türkiye Basketbol Ligi 2019-2020
La Türkiye Basketbol Ligi 2019-2020 è stata la 51ª edizione della seconda divisione turca di pallacanestro maschile. La 5ª edizione con il nome di Türkiye Basketbol Ligi.
La stagione è stata interrotta prematuramente per pandemia di COVID-19 e per questo sono stati annullati sia i play-off promozione che i play-out, evitando così promozioni in Basketbol Süper Ligi 2020-2021 e retrocessioni in Türkiye Basketbol 2. Ligi.

## Classifica finale
| #  | Teams                | P  | V  | P  | PF   | PS   | Pt | Qualificate |
| -- | -------------------- | -- | -- | -- | ---- | ---- | -- | ----------- |
| 1  | Socar Petkimspor     | 24 | 19 | 5  | 1942 | 1737 | 43 |             |
| 2  | Fethiye Belediye     | 24 | 19 | 5  | 2005 | 1945 | 43 |             |
| 3  | Merkezefendi Denizli | 24 | 17 | 7  | 2001 | 1840 | 41 |             |
| 4  | Final Gençlik        | 24 | 14 | 10 | 2044 | 1937 | 38 |             |
| 5  | Akhisar              | 24 | 14 | 10 | 1843 | 1715 | 38 |             |
| 6  | Bandırma Kırmızı     | 24 | 13 | 11 | 1862 | 1767 | 37 |             |
| 7  | Bornova Belediyesi   | 24 | 13 | 11 | 1761 | 1733 | 37 |             |
| 8  | Yalovaspor           | 24 | 12 | 12 | 1827 | 1851 | 36 |             |
| 9  | Konyaspor            | 24 | 12 | 12 | 1786 | 1796 | 36 |             |
| 10 | Balıkesir B.B.       | 24 | 12 | 12 | 1958 | 1966 | 36 |             |
| 11 | Ankaragücü           | 24 | 12 | 12 | 1941 | 2001 | 36 |             |
| 12 | Manisa               | 24 | 11 | 13 | 1710 | 1688 | 35 |             |
| 13 | Gemlik               | 24 | 8  | 16 | 1947 | 2073 | 32 |             |
| 14 | Düzce                | 24 | 6  | 18 | 1703 | 1868 | 30 |             |
| 15 | Samsun               | 24 | 5  | 19 | 1580 | 1794 | 29 |             |
| 16 | Anadolu Basket GSK   | 24 | 5  | 19 | 1879 | 2078 | 29 |             |